# Brigitte Latrille-Gaudin
Brigitte Latrille-Gaudin (Bordeaux, 15 april 1957) is een schermer uit Frankrijk.
In 1978 werd Latrille wereldkampioene bij de junioren.
Latrille nam viermaal deel aan de Olympische Zomerspelen, op het onderdeel schermen. Individueel behaalde ze daar geen medailles, maar met het Franse floret-team was ze zeer succesvol met een zilveren medaille op de
Olympische Zomerspelen van Montreal in 1976, een gouden medaille op de
Olympische Zomerspelen van Moskou in 1980 en een bronzen medaille op de
Olympische Zomerspelen van Los Angeles in 1984. Op haar laatste Spelen bij de
Olympische Zomerspelen van Seoul in 1988 werd het Franse floret-team zevende.
Na haar sportcarrière werkte Latrille als flight attendant, en kocht ze een bedrijf dat handelt in bloedzuigers.
1960: Gorochova, Petrenko, Proedskova, Rastvorova, Sjisjova, Zabelina ·
1964: Juhász-Nagy, Marosi, Mendelényi-Ágoston, Sákovics-Dömölky, Ildikó Ujlaki-Rejtő ·
1968: Gorochova, Petrenko-Samoesenko, Novikova, Tsjirkova, Zabelina ·
1972: Belova-Novikova, Gorochova, Petrenko-Samoesenko, Tsjirkova, Zabelina ·
1976: Belova-Novikova, Giljazova, Knjazeva, Sidorova, Nikonova ·
1980: Begard, Brouquier, Gaudin, Muzio, Trinquet ·
1984: Bischoff, Funkenhauser, Hanisch, Weber, Wessel ·
1988: Bau, Fichtel, Funkenhauser, Klug, Weber ·
1992: Bianchedi, Bortolozzi, Trillini, Vaccaroni, Zalaffi ·
1996: Bortolozzi, Trillini, Vezzali ·
2000: Bianchedi, Giacometti, Trillini, Vezzali ·
2008: Boiko, Lamonova, Nikichina, Sjanajeva ·
2012: Errigo, Di Francisca, Salvatori, Vezzali ·
2020: Deriglazova, Zagidoellina, Korobejnikova, Martjanova ·
2024: Dubrovich, Kiefer, Scruggs, Weintraub